# Gaskamer

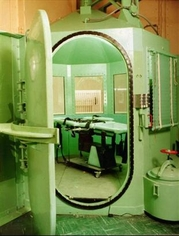
Voormalige gaskamer in de gevangenis San Quentin in de Amerikaanse staat Californië waar nu dodelijke injecties worden toegediend

Een gaskamer is een executieruimte waarin met behulp van een giftig gas (meestal blauwzuur) mensen om het leven gebracht worden.

## Verenigde Staten
In de Verenigde Staten werd de gaskamer als executiemethode bedacht door majoor D.A. Turner in de staat Nevada met als motivatie, dat het een humane strafvoltrekking zou zijn. Hij werd voor het eerst toegepast op 8 februari 1924 in Carson City, Nevada, en voor de laatste keer op 3 maart 1999 bij de executie van de Duitser Walter LaGrand. De beul zat in een naburig kamertje, waar hij een cyanidezout (meestal natrium- of kaliumcyanide) aan zwavelzuur toevoegde. In de daaropvolgende zuur-basereactie werd het zwakkere blauwzuur door het sterkere zwavelzuur uit zijn zout gedreven, waardoor blauwzuur vrijkwam. De gestrafte, die het blauwzuurgas niet kon zien, kreeg doorgaans het advies een diepe ademteug te nemen zodat snel bewusteloosheid zou volgen. Veel veroordeelden probeerden echter instinctief zo lang mogelijk de adem in te houden, met een geleidelijke en pijnlijke dood als gevolg.
Het gebruik van een gaskamer wordt in vijf Amerikaanse staten (Californië, Maryland, Wyoming, Missouri en Arizona) nog steeds genoemd als een wettelijke mogelijkheid voor het terechtstellen van ter dood veroordeelden. De gaskamer werd echter door een Amerikaans gerechtshof als wrede en ongebruikelijke straf aangewezen. De Amerikaanse grondwet verbiedt wrede en ongebruikelijke straffen. Mede hierom is de gaskamer in de meeste staten afgeschaft en wordt ook in de vijf eerdergenoemde staten de dodelijke injectie als een optie voor doodstraffen aangeboden. Alleen als de terdoodveroordeelde de gaskamer verkiest boven de andere opties, dan zou deze nog gebruikt kunnen worden. 

### Misstanden
- Executie van Jimmy Lee Gray, 2 september 1983, Mississippi. De mensen die de executie leidden moesten de ruimte acht minuten nadat het gas was vrijgekomen ontruimen, omdat de getuigen verafschuwd en ontsteld waren over de manier waarop deze man aan zijn einde kwam; zij zagen hoe de veroordeelde wanhopig naar adem snakte. Zijn advocaat bekritiseerde de state officials op de ontruiming van de ruimte, terwijl zijn cliënt nog in leven was. David Bruck, een advocaat gespecialiseerd in zaken die de doodstraf betreffen, zei hierover: "Jimmy Lee Gray ging dood door het veelvuldig met zijn hoofd slaan tegen een stalen paal in de gaskamer, terwijl verslaggevers zijn kreunen telden."[2][3]
- Executie van Donald Eugene Harding, 6 april 1992, Arizona. Om 00:18 uur werd 1 pond aan natriumcyanideballetjes aan een vat toegevoegd. Dat vat bevatte ruim 6 liter gedistilleerd water en 36 deciliter zwavelzuur en stond onder de stoel waarop de veroordeelde zat. Cameron Harper, een verslaggever van de lokale televisiezender KTVK-TV, zei: "Ik zag hoe Harding terechtkwam in hevige spasmes, die ongeveer 57 seconden duurden. Daarna werden zijn stuiptrekkingen minder. Zijn rugspieren spanden minder samen. De intensiteit van de stuiptrekkingen werd nog minder. Ik heb het einde geklokt op 6 minuten en 37 seconden nadat alles begon. Zijn hoofd ging met horten en stoten naar beneden. Het was overduidelijk dat deze man geleden heeft. Dit was een gewelddadige dood, laat daar geen misverstand over ontstaan. [...] Het was een nare gebeurtenis. We maken dieren op een humanere manier af. Dit was geen makkelijke en simpele dood." Carla McClain, een andere getuige en een verslaggeefster voor de lokale krant Tucson Citizen, zei: "Hardings dood was extreem heftig. Hij verkeerde in grote pijn. Ik hoorde hem hijgen, naar adem snakken en kreunen. Ik zag zijn lichaam veranderen van rood naar paars."[3]

## Verdringing van zuurstof
Stikstof is een alternatief voor vergassing met blauwzuur. Hierbij wordt, door bijvoorbeeld vloeibare stikstof te verdampen, zoveel stikstof aan de lucht in de gaskamer toegevoegd, dat de zuurstof verdrongen wordt en de veroordeelde stikt. Omdat er geen sprake is van een ophoping van kooldioxide in het bloed (die wordt immers gewoon uitgeademd), krijgt de veroordeelde geen gevoel te stikken, maar zal hij snel en pijnloos bewusteloos raken en overlijden. Uiteraard zal de veroordeelde beseffen dat hij verstikt zal worden, maar de bewusteloosheid zal vrijwel onaangekondigd komen. Ook heeft de methode het voordeel ten opzichte van de dodelijke injectie, dat men geen medisch geschoold personeel nodig heeft dat ethische bezwaren zal hebben tegen medewerking aan een executie. Een iets andere werking heeft koolmonoxide, dat zich krachtig bindt aan hemoglobine en zo voorkomt dat het bloed nog langer zuurstof kan opnemen. Als de dosis hoog genoeg is raakt ook hier iemand onaangekondigd bewusteloos, bij langzamere vergiftigingen komen hoofdpijn en misselijkheid voor.
Koolmonoxide werd gebruikt in gaskamers en gaswagens door de uitlaat van een motor naar de gaskamer te leiden. Edelgassen zijn daar nooit voor gebruikt omdat ze daarvoor veel te kostbaar zijn, vooral helium.
De staten Oklahoma en Alabama hebben aangekondigd de stikstofverstikking in 2018 in gebruik te nemen en ook in Mississippi is deze methode toegestaan bij gebrek aan te injecteren gifstoffen.  In 2024 werd deze methode ook daadwerkelijk toegepast in Alabama. De VN spreekt van een wrede, inhumane methode en zelfs van marteling. Het duurde 15 minuten voor de veroordeelde overleden was, en er was sprake van stuiptrekkingen en kwijlen. Waarschijnlijk heeft, net als met gaskamers met blauwzuur, de veroordeelde in de wetenschap dat hij met gas gedood zou worden, instinctief de adem ingehouden, waardoor de doodsstrijd lang en pijnlijk was.

## Noord-Korea
Volgens recente indicaties worden gaskamers in Noord-Korea gebruikt voor medische experimenten, zoals in concentratiekamp Hoeryong. Dit is echter moeilijk te achterhalen, aangezien het regime in Noord-Korea erg afgesloten is van de buitenwereld. Er zijn mensen die beweren dat gevluchte Noord-Koreanen dit soort verhalen verzinnen en eventueel tegen vergoeding aan Zuid-Koreaanse of Japanse journalisten vertellen. Er zijn echter genoeg onafhankelijke getuigenverklaringen om uit te sluiten dat het om verzinsels gaat. Wellicht kan de houding van ongeloof worden verklaard door het feit dat de getuigenverklaringen zo gruwelijk zijn en vanuit Westers perspectief dus wel onmogelijk moeten zijn. Men moet echter beseffen dat de systematische uitroeiing van de Joden tijdens het naziregime in Duitsland evenzo groot ongeloof vond, totdat de kampen werden bevrijd en de werkelijk omvang kon worden vastgesteld.